# QV44
La QV44 és una de les diverses tombes situades a la Vall de les Reines d'Egipte. Va ser construïda durant la dinastia XX per a Khaemuaset, un dels fills de Ramsès III. Els relleus pintats a la tomba il·lustren el seu viatge ritual i simbòlic al Més enllà mentre coneix els principals déus d'aquesta regió i els genis que guarden les portes del regne d'Osiris.
La QV44 és una de les diverses tombes construïdes per als fills de Ramsès III. Altres tombes bastides per a aquesta fi a la Vall de les Reines són la QV55 (per a Amun-her-khepeixef), la QV53 (per a Ramesses), la QV43 (per a Seth-her-khopsef) i la QV42 (per a Pareheruenemef). Els prínceps s'identifiquen amb els Quatre fills d'Horus i tots són fills reals del Rei. Les decoracions d'aquestes tombes se centren més en el rei que en els seus fills.
La tomba, ben conservada, va ser descoberta el 1903 per Francesco Ballerini, el principal col·laborador de l'egiptòleg italià Ernesto Schiaparelli, i va ser excavada per ell i els seus col·laboradors italians durant els anys 1903 i 1904.

## Descripció
La tomba consta d'un passadís, dues habitacions laterals, un segon passadís i una sala interior. La primera part del passadís està decorada amb escenes que mostren al rei Ramsés III davant una varietat de déus i deesses, com ara Ptah, Thot, Anubis, Ra, Geb, entre d'altres.

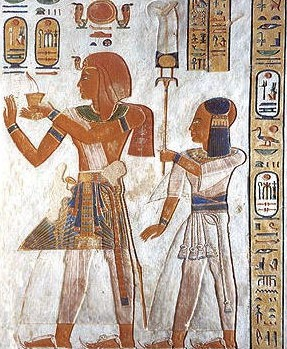
Khaemuaset i Ramsès III en un dels relleus de la tomba.

Les cambres laterals inclouen escenes dels Fills d'Horus i de les deesses Isis, Neftis, Neith i Serket. El segon passadís inclou una escena que mostra Khaemuaset com a un sacerdot Iunmutef. Altres escenes representen el Llibre de les Portes. La sala interior està decorada amb escenes que mostren el rei davant de diversos déus i deesses.
Les troballes inclouen part d'una tapa de sarcòfag i restes de vasos canopis.
La tomba va ser reutilitzada diverses vegades a l'antiguitat, de fet contenia fins a noranta mòmies, moltes sense embenats, d'altres encara al sarcòfag.